# Font de Sant Miquel (Sant Adrià)
La Font de Sant Miquel és una font del terme municipal de Tremp, del Pallars Jussà, a l'antic terme de Gurp de la Conca, en territori de l'antic poble de Sant Adrià.
Està situada a 1.024 m d'altitud, al nord-oest de Sant Adrià, a sota i en un contrafort, al sud-est, de la carena que separava els termes de Gurp de la Conca i del ribagorçà de Sapeira, i encara divideix, geogràficament però no administrativament, el Pallars Jussà de l'Alta Ribagorça. Forma part de la capçalera de ponent del barranc de Sant Adrià.